# Servitude de bord
 (juillet 2025).
Si vous disposez d'ouvrages ou d'articles de référence ou si vous connaissez des sites web de qualité traitant du thème abordé ici, merci de compléter l'article en donnant les références utiles à sa vérifiabilité et en les liant à la section « Notes et références ».
Pour les articles homonymes, voir Servitude.

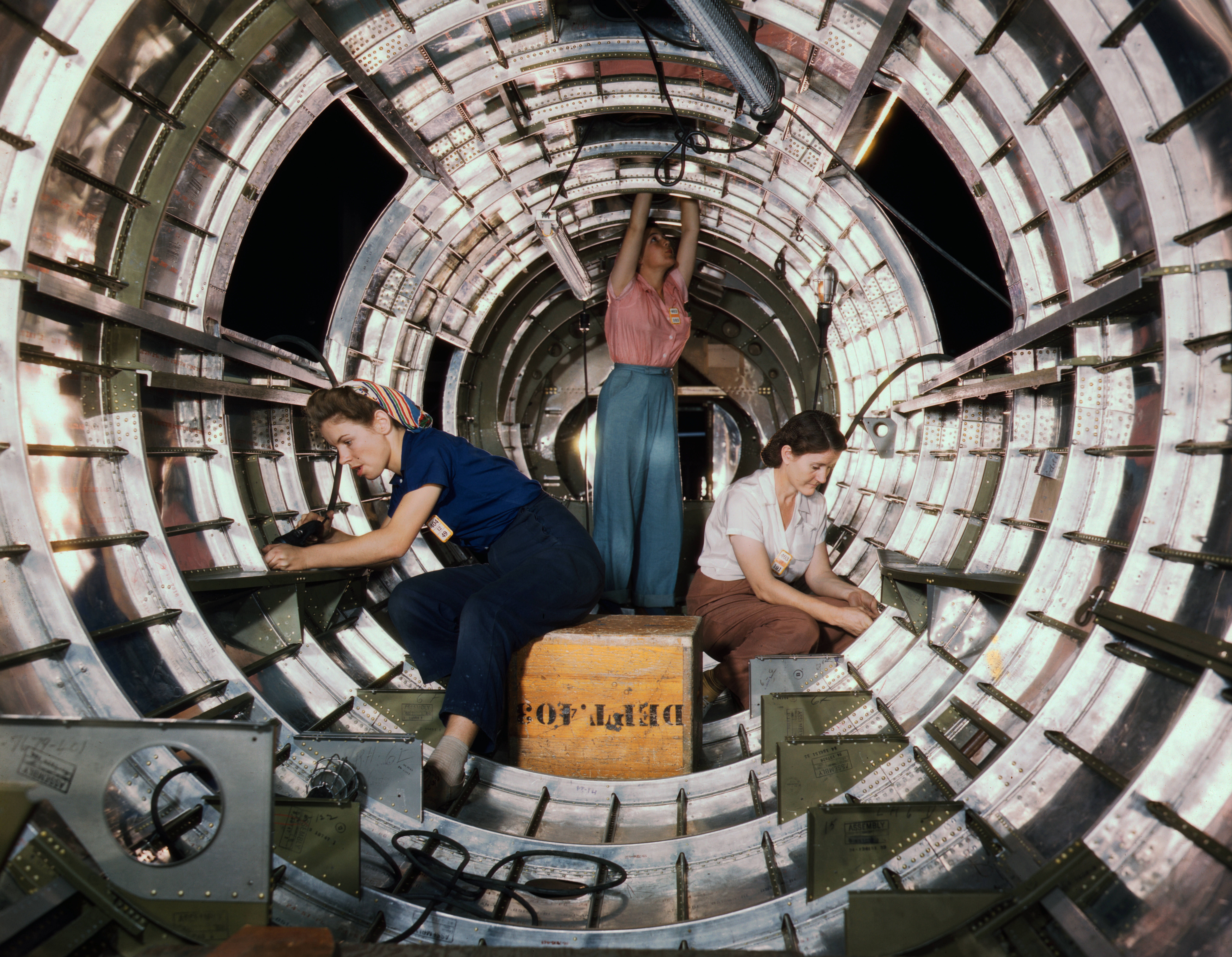
Assemblage intérieur du fuselage de queue d'un bombardier B-17F à l'usine Douglas Aircraft Company de Long Beach, Californie ; photo : octobre 1942 par Alfred T. Palmer, pour le compte de la promotion du Victory Program.

Les servitudes de bord sont l'ensemble des réseaux qui permettent le fonctionnement d'un aéronef ou la vie à bord.

## Liste des servitudes de bord
Voici les principales servitudes de bord :
- génération et distribution électrique ;
- servitudes hydrauliques ;
- circuit carburant ;
- pressurisation et conditionnement d'air ;
- alimentation en oxygène ;
- protection contre les accélérations (anti-g) ;
- systèmes d'évacuation rapide (siège éjectable, toboggans, etc.) ;
- systèmes anti-givrage ;
- lutte contre l'incendie ;
- génération auxiliaire d'énergie ;
- bus de transfert de données (réseau informatique).

Par extension le terme peut référer :
- les cuisines pour la préparation des repas passagers ;
- les systèmes de téléphonie à bord pour les passagers ;
- les systèmes de distraction à bord pour les passagers aussi appelé divertissement en vol;
- les toilettes.

## Génération et distribution électrique
L'ensemble des systèmes présents sur un avion militaire ou un avion de ligne civil moderne représente une puissance de plusieurs dizaines de kW. Les plus gros consommateurs sont les systèmes de dégivrage en vol et cuisines de bord. Les appareils construits dans les années 1950 à 1970 étaient équipés de génératrices de courant continu 28 V. La plupart des appareils actuels sont équipés d'alternateurs produisant du courant alternatif triphasé 115/200 V - 400 Hz.
Dans le cas nominal la puissance est exclusivement fournie par les générateurs entraînés par le ou les moteurs. En cas de panne moteur le mode de secours est fourni par une batterie 28 V continu. Sur les appareils gros porteur on dispose d'un groupe auxiliaire  de puissance qui fournit la puissance nécessaire au sol (moteurs à l'arrêt) et qui peut être utilisé en secours. En tout dernier ressort certains appareils sont équipés d'une éolienne rétractable.
À puissance égale, le bilan de masse est plus favorable au courant alternatif. Par contre les alternateurs doivent tourner à vitesse constante bien qu'étant entraînés par des moteurs dont la vitesse de rotation varie d'où la nécessité d'un système de régulation de la fréquence lourd et complexe. Beaucoup d'équipements utilisent en fait du courant continu, la conversion étant effectuée dans l'équipement lui-même, ils peuvent accepter un courant alternatif à fréquence variable et on peut alors s'affranchir d'une régulation poussée.

## Servitudes hydrauliques
La plupart des mouvements mécaniques sont obtenus par des systèmes hydrauliques : sortie et rentrée du train d'atterrissage, rotation de la roulette de nez, déploiement des aérofreins et des volets, freins, gouvernes, etc. Le piston permet en effet d'obtenir un mouvement linéaire plus rapide et plus souple que le système vis sans fin et moteur électrique. C'est pourquoi on continue à trouver de l'hydraulique à bord malgré une tendance vers le tout électrique.
Les avions militaires préfèrent le tout électrique, au moins pour les systèmes vitaux, car moins sensible que l'hydraulique aux agressions ; de plus un générateur ou un moteur électrique peut accepter une surcharge de 200 % pendant quelques minutes et même 300 % ponctuellement.
On notera que même sur un avion dit « à commandes électriques », le mouvement final peut être obtenu par un système hydraulique.